# Карр, Рой
Рой Карр (англ. Roy Carr, род. 1945, Блэкпул, Ланкашир, Англия — 1 июля 2018) — английским музыкальный журналист, освещавший поп- и рок-музыку, а также джаз. Карр начал журналистскую карьеру в конце 1960-х устроившись в штат New Musical Express (NME). Также работал редактором в Vox и Melody Maker.

## Биография
Карр родился в Блэкпуле (Ланкашир), после того, как его семья переехала туда из Лондона во время Второй мировой войны. Отцом Роя был джазовый музыкант и композитор Тони Карр, участник ансамбля Джо Лосса — автора композиции «March
of the Mods».
Рой Карр начал карьеру в качестве музыканта местной группы The Executives, одним из участников которой был Гленн Корник. В середине 1960-х они выступали на разогреве у многих популярных исполнителей того времени, включая The Beatles, The Rolling Stones и The Who, и выпустили несколько синглов на лейблах Columbia Records и CBS (которые, однако, провалились в чартах). Играя в группе Карр подружился со многими известными музыкантами, включая Джона Леннона; в 1969 году, благодаря знакомству с местным промоутером в Торонто, Карр первым объявил о выступлении Леннона на Toronto Rock and Roll Revival.
Начав публиковаться в таких изданиях, как Jazz News и NME в начале 1960-х, Карр стал сотрудником штата NME в 1970 году, в разные периоды исполняя обязанности рецензента, интервьюера и колумниста. Став частью команды перезапущенной версии журнала, под руководством редакторов Алана Смита и Ника Логана. В течение 1980-х и 1990-х годов Карр собрал большую коллекцию компиляций аудиокассет и компакт-дисков, которые шли в комплекте с музыкальными журналами, такими как NME, Vox и Melody Maker, включая влиятельный сборник C86. Помимо журналистики Карр также работал телеведущим, продюсером и занимался написанием предисловий для музыкальных альбомов. Его карьера в журналистике продолжалась до 2006 года, когда он официально вышел на пенсию. В последующие годы Карр работал внештатным автором в джазовых журналах.
В 2013 году его здоровье подкосила смерть сына. Карр умер от сердечного приступа в больнице, 1 июля 2018 года, в возрасте 73 лет.